# Гондрвил (Оаза)
Гондрвил (фр. Gondreville) насеље је и општина у североисточној Француској у региону Пикардија, у департману Оаза која припада префектури Санлис.
По подацима из 2011. године у општини је живело 234 становника, а густина насељености је износила 33,0 становника/km². Општина се простире на површини од 7,09 km². Налази се на средњој надморској висини од 148 метара (максималној 158 m, а минималној 104 m).

## Демографија
| 1962. | 1968. | 1975. | 1982. | 1990. | 1999. | 2011. |
| ----- | ----- | ----- | ----- | ----- | ----- | ----- |
| 118   | 124   | 128   | 209   | 259   | 255   | 234   |

График промене броја становника у току последњих година